# La Columna de Fuego
La Columna de Fuego fue un grupo de rock conformado por Jaime Rodríguez, Roberto Fiorilli y Marco Giraldo en la década de 1970. Los tres fueron músicos radicados en Bogotá, Colombia, interesados por fusionar este género con ritmos de las costas Caribe y Pacífico de su país.

## Historia
La Columna nació en 1971 luego de la disolución de Siglo Cero, grupo integrado por Humberto Monroy, Roberto Fiorilli y Jaime Rodríguez. Los dos últimos, junto con Marco Giraldo, conformaron una nueva banda con el interés de mantener el concepto de Siglo Cero: temas de estructura típica de jazz (improvisaciones y solos extensos).
En el periodo que Roberto Fiorilli trabajó con La onda Tres, se estableció una fuerte amistad entre Roberto y César Hernández, guitarrista y arreglista que provenía de experiencias rock (Los Beatniks) y nació la idea de trabajar juntos en el proyecto de La Columna De Fuego, así que se salieron de La Onda Tres y César pasó a ser el guitarrista de Columna y Jaime pasó al bajo. En la primera grabación como banda (cuatro números para la tv colombiana), los arreglos de La joricamba son de Jaime Rodríguez y el arreglo de Manigua de Tambores es de César Hernández.
Desde el último disco de Los Speakers, Fiorilli había explorado algunos sonidos del Caribe y del Pacífico colombianos, pero con Columna de Fuego pudo profundizar en ello. El grupo alternó con Sinfonía Negra, un grupo de danza proveniente de Buenaventura, cuando tocaron en el club "El Castillo de Chapultepec", en donde tocaban regularmente algunas baladas, bossanovas, jazz, tango, vallenato y lo que el público les pidiera, en palabras de Fiorilli.
Posteriormente, por influencia de Esteban Cabezas (investigador musical y del folclor, nacido en Güapi), el grupo se interesó en las expresiones culturales afrocolombianas. Cabezas compartió con el grupo sus recopilaciones de poemas y tonadas, entre las que aparecía la reconocida "A la mina", un viejo canto de los esclavos iscuandereños que alguna vez le había escuchado tararear a su abuela, y que recientemente, en 1964, había grabado Leonor González Mina.
De esta manera, el grupo grabó un sencillo que incluía La joricamba (tema tradicional del folclor del Pacífico) en su lado A y Kristal 5/4 (una improvisación sobre un compás de 5/4, compuesta por Fiorilli) en su cara B,producido por el sello Polydor. En cada concierto, el grupo entonaba a todo pulmón, con el puño en alto: "Él es tu amo / él te compró. / Se compran las cosas / a los hombres no. / Aunque mi amo me mate a la mina no voy. / Esclavo no soy". 
Así se consolidó la orientación musical de La Columna, consistente en reinterpretar los ritmos y los cantos del folclor colombiano haciéndolos atractivos para el público roquero. Con esta propuesta se presentaron en clubes nocturnos, como el Candilejas, y en el Festival de Ancón junto con Ferdie Fernández, exintegrante de Los Flippers, a quien el grupo debía su nombre y el concepto de algunos de sus temas. Durante esa etapa inicial, acompañaron al cantante tico Jorge del Castillo, tocaron en el Festival de la Primavera (que sucedió entre el 19 y el 21 de marzo de 1971, en Lijacá), y participaron en diferentes encuentros musicales de la contracultura rockera bogotana, como la invitación del producto Manuel Drezner para grabar el disco "Tradición en transición", editado por Polydor en 1971, y en donde experimentaron en estudio acompañados de músicos de la movida del jazz bogotano, como Luis Felipe Basto, Francisco Zumaqué y Armando Velásquez, en lo que denominaron como una "estudiantina electrónica".
Posteriormente, la propuesta del grupo se hizo más compleja, al convertirse en un ensamble de siete músicos que incluía percusión y una sección de vientos. Durante esa época, "salió Marco Giraldo y entró el guitarrista César Hernández, Jaime Rodríguez pasó al bajo y reclutaron una sección de vientos que consolidó su potente sonido a medio camino entre el soul y el funk". Con ese concepto, en 1973 sus canciones Manigua de tambores y El fuego del padre no quema a sus hijos hicieron parte de la banda sonora de la película Préstame tu marido de Julio Luzardo.
Paralelo a su trabajo, la Columna se convirtió en la banda de soporte de la cantante Leonor González Mina (conocida como "la Negra Grande de Colombia"), emprendiendo a su lado una gira por la Unión Soviética, Alemania y España.  Al finalizar la gira, el grupo se radicó en España y grabó una larga duración con el sello RCA, el cual fue editado en Colombia por Sonolux en 1974, donde se combinaron elementos musicales del funk, la cumbia y el currulao.
Finalizada esta gira el grupo se disolvió y la mayoría de sus integrantes continuaron su carrera musical en Europa.

## Integrantes
Inicialmente el grupo estuvo integrado por Roberto Fiorilli (baterista), Jaime Rodríguez (guitarra, arreglos y luego bajo), César Hernández (guitarra y arreglos) y Marco Giraldo (bajo). Posteriormente se les unieron Daniel Bazanta (hermano de Totó la Momposina) en la percusión, Adolfo Castro (trompeta), Cipriano Hincapié (trompeta), Jairo Gómez (trombón) y Koqui Abarca (guitarra).

## Legado
- En 2004, el sello francés Follow Me Records incluyó la canción Cumbia dentro de la recopilación Chicano Spirit, Vol. 2.[6]
- En 2008 la canción La joricamba fue incluida en un concurso de interpretación de un tributo a la primera generación del rock colombiano, organizado por el Festival Rock al Parque.[7]
- En la edición 2009 de Rock al Parque, Roberto Fiorilli se presentó al lado de una banda integrada por pioneros del rock en Colombia, interpretado La joricamba y fue ovacionado por el público.[8]
- En 2020, el grupo Arawack incluyó en su primer LP una versión de La Joricamba como homenaje a La Columna De Fuego

## Discografía

### Producciones de estudio
- Cristal 5-4/La Joricamba (sencillo), Polydor, 1971
- Desde España para Colombia, RCA, 1974
- Cumbia/Carnaval en Barranquilla (sencillo), RCA, 1974

### Colaboraciones
- Matabara del hombre bueno/Río de la Magdalena (sencillo con Leonor González Mina), Sonolux, 1973
- Memorias de una vieja canción/Fundamento coplero (sencillo con Leonor González Mina), Sonolux, 1973

### Filmografía
- Préstame tu marido (Dir. Julio Luzardo, incluye los temas "manigua de tambores" y "El fuego del padre no quema a sus hijos"), Mabda Omega, 1973
- Wer die Erde liebt (Dir. Uwe Belz, incluye imágenes de su interpretación de "La joricamba" en el X Festival Mundial de la Juventud y los Estudiantes), DEFA-Film (RDA), 1973